# 瑠璃光寺 (富士見市)
瑠璃光寺（るりこうじ）は、埼玉県富士見市にある天台宗の寺院。

## 歴史
創建年代は不明である。ただ開山の実円は1176年（安元2年）に寂していること、本寺だった埼玉県川越市の灌頂院の記録から、平安時代末期に創建されたものと推測される。ちょうどその頃、地元の武士団「武蔵七党」が活動を活発化させており、それらの一族から庇護を受けていた。武蔵七党解体後も地元住民の崇敬を集めていた。
現在の本堂は、2010年（平成22年）に新築されたものである。

## 文化財
- カヤ（富士見市指定天然記念物 昭和58年6月20日指定）[3]

## 交通アクセス
- 鶴瀬駅より徒歩19分。